# Blodapelsin

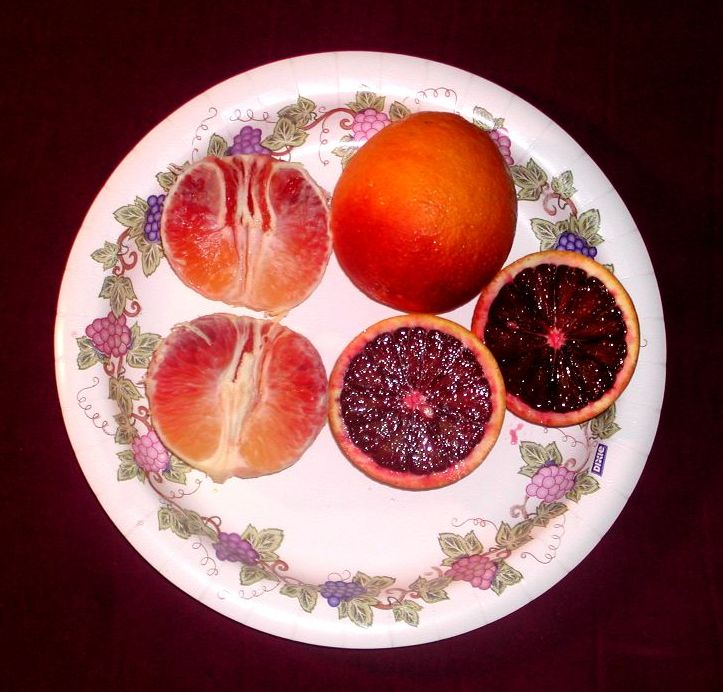
Blodapelsiner.

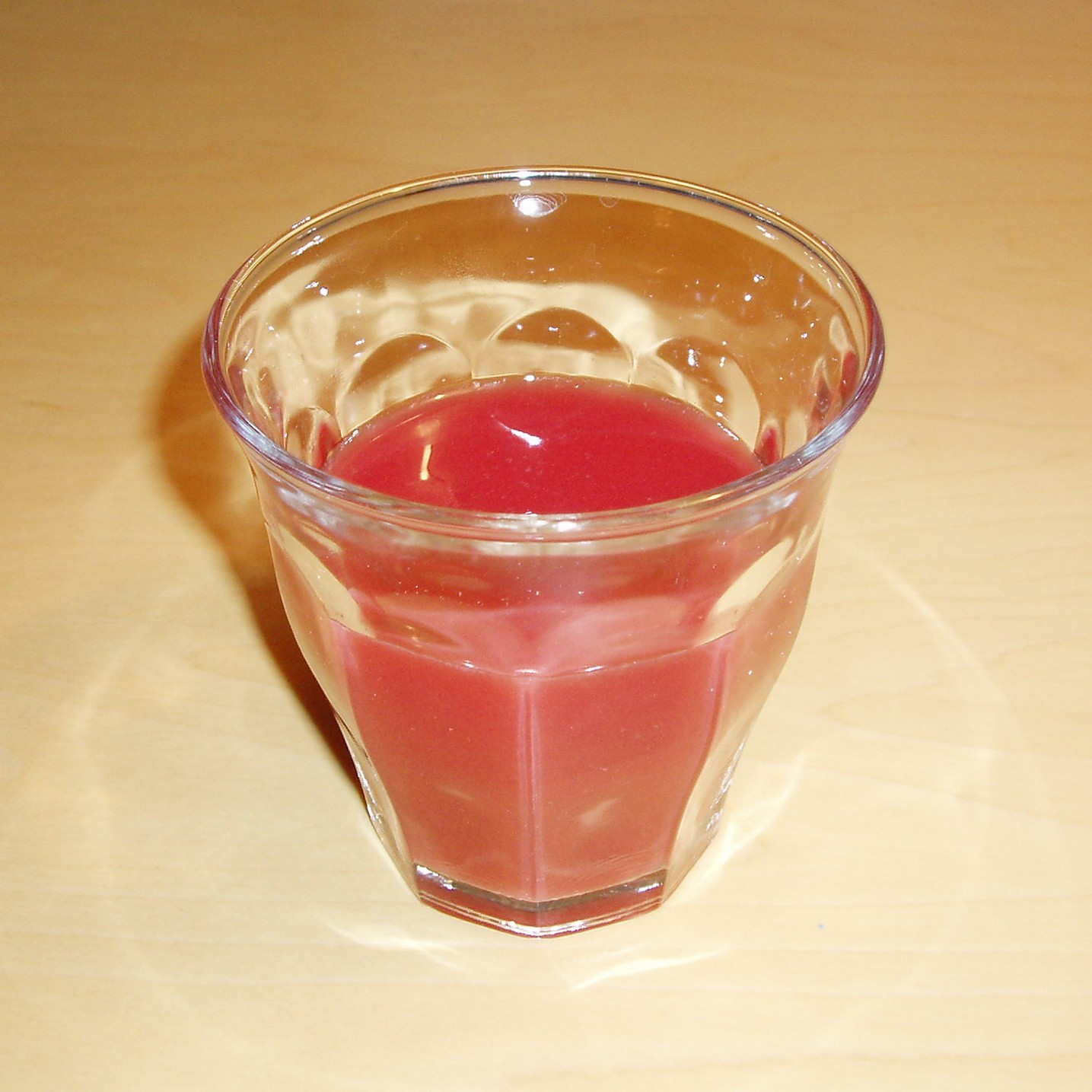
Ett glas blodapelsinjuice, från sorten sanguinello.

Blodapelsin är en typ av apelsin. Exempel på blodapelsiner är Moro, Tarocco och Sanguinello. Ibland säljs blodapelsin som röd apelsin.
Blodapelsiner har en kort säsong och odlas bara på några få platser på jorden, främst Sicilien. Den vanligaste sorten Sanguinello skördas på Sicilien under februari–mars. Under resten av året kan man köpa blodapelsinjuice, tillverkat av fryst juicekoncentrat. De sicilianska blodapelsinerna utsätts för stora temperaturskillnader som kan variera med 14 grader mellan dag och natt vilket gjort att blodapelsinerna utvecklat ämnet antocyanin för att skydda sig mot kylan och kunna klara av dessa extrema skillnader, och ämnet orsakar även den röda färgen.
Hos så kallade falska blodapelsiner såsom Cara Cara, Pink Navel och Vaniglia Sanguigno orsakas den röda färgen av lykopen.

## Sorter

### Moro
Moro är den mest färgstarka av blodapelsinerna, med ett djupt rött kött och ett skal med en klarröd rodnad. Smaken är starkare och doften är mer intensiv än en vanlig apelsin. Frukten har en distinkt, söt smak med en hint av hallon. Denna apelsin har en mer bitter smak än Tarocco eller Sanguinello. Sorten Moro tros ha sitt ursprung i början av 1800-talet i citrusodlingsområdet runt Lentini (i provinsen Syrakusa på Sicilien) som en knoppmutation av "Sanguinello Moscato". Moro är en "djup blodapelsin", vilket betyder att köttet sträcker sig från orange ådrad med rubinfärgad, till livlig röd, till nästan svart.

### Tarocco
Namnet "Tarocco" tros komma från ett förundrans utrop uttryckt av bonden som visades denna frukt av sin upptäckare. Det är en medelstor frukt och är den sötaste och mest smakrika av de tre typerna. Den är den mest populära bordsapelsinen i Italien och tros ha härrört från en mutation av Sanguinello. Den kallas för "halvblod", eftersom köttet inte accentueras i röd pigmentering lika mycket som med sorterna Moro och Sanguinello. Den har ett tunt orange skal och lätt rodnad i röda toner. Tarocco är en av världens mest populära apelsiner på grund av dess sötma och saftighet. Den har det högsta C-vitamininnehållet av alla apelsinsorter som odlas i världen, över 53 mg per 100 g, vilket motsvarar 66,3% av rekommenderat dagligt intag, detta främst på grund av den bördiga jorden som omger vulkanen Etna. Den är lättskalad och har få eller inga kärnor alls. 

### Sanguinello
Sanguinello, även kallad "Sanguinelli" (pluralformen av dess namn på italienska), upptäcktes i Spanien 1929, den har ett rödaktig skal, få frön och ett sött och mört kött. Sanguinello, den sicilianska sena "fullblods" apelsinen, den har liknande egenskaper med den tidigare Moro. Den odlas på norra halvklotet och mognar i februari, men kan stå kvar på oskördade träd fram till april. Frukt kan hålla till slutet av maj. Skalet är kompakt och klart gult med en röd nyans. Köttet är orange med flera blodfärgade streck.

## Historia
Blodapelsinen tros ha sitt ursprung i södra Medelhavet där den har odlats sedan 1700-talet. År 1646 gav Giovanni Battista Ferrari den första kända rapporten om blodapelsiner i sitt verk "Hesperides sive de Malorum Aureorum Cultura et Usu Libri Quatuor", i vilken han berättar att en missionär under sin vistelse på Filippinerna hade observerat närvaron av en orange frukt som kännetecknas av rött kött ("purpurei coloris medulla"). Senare beskrev även Loureiro i "Flora Cochinchinensis" (1790), Gallesio i "Traité du Citrus" (1811), Risso och Poiteau i "Histoire Naturelle des Orangers" (1818–1822) olika typer av apelsiner som kännetecknas av röd färg i fruktköttet, som också finns avbildades på en tavla av den florentinska målaren Bartolomeo Bimbi (1648–1729) från 1700-talet.

## Referenser

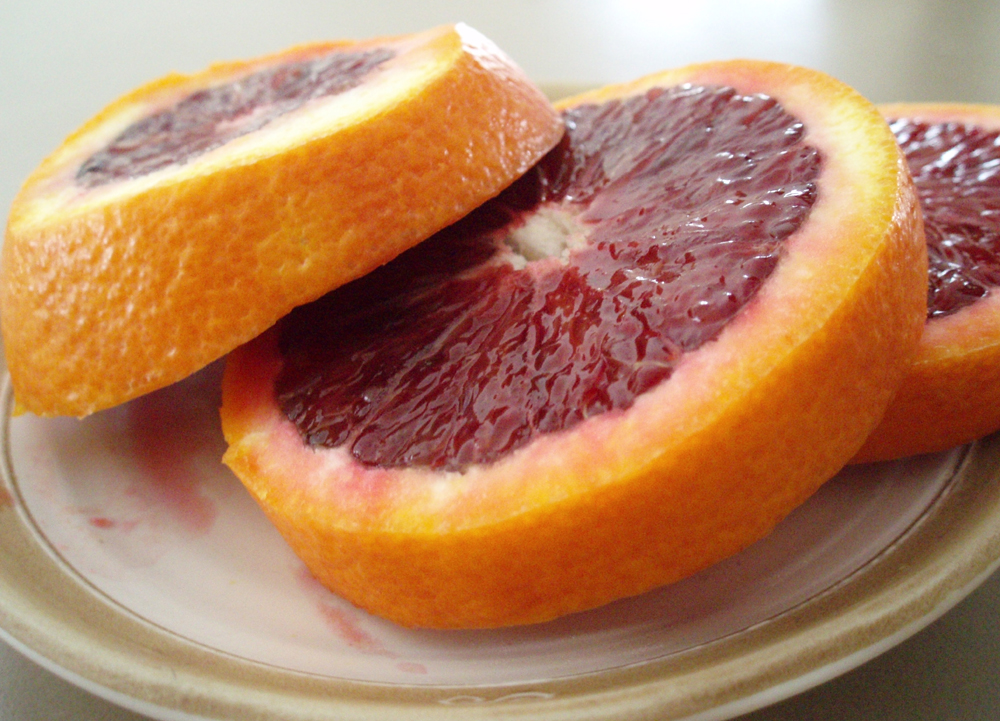
Skivad blodapelsin.